# Heniocha divisa
Heniocha divisa är en fjärilsart som beskrevs av Felix Bryk 1939. Heniocha divisa ingår i släktet Heniocha och familjen påfågelsspinnare. Inga underarter finns listade i Catalogue of Life.